# Torrelameu
Torrelameu község Spanyolországban, Lleida tartományban. Torrelameu Albesa, Menàrguens, Vilanova de la Barca és Corbins községekkel határos. Lakosainak száma 766 fő (2024).

## Népesség
A település népessége az utóbbi években az alábbiak szerint változott:
| Lakosok száma | 77   | 558  | 736  | 644  | 596  | 583  | 685  | 709  | 743  | 766  |
|               | 1717 | 1887 | 1936 | 1960 | 1986 | 2004 | 2009 | 2014 | 2019 | 2024 |